# 派普克里克鎮區 (印地安納州邁阿密縣)
派普克里克鎮區（英語：Pipe Creek Township）是位於美國印地安納州邁阿密縣的一個行政鎮區。

## 地方資料
根據2010年美國人口普查的數據，派普克里克鎮區的面積為66.30平方千米，當中陸地面積為65.60平方千米，而水域面積為0.70平方千米。當地共有人口11291人，而人口密度為每平方千米170.3人。